# Cratere Budevska
Budevska  è un cratere sulla superficie di Venere. Deve il suo nome ad Adriana Budevska (in bulgaro Адриана Будевска?), attrice bulgara.